# Ali Beg Yasauri
Ali Beg Yasauri, Ali Dervix Yasauri, també Ali Yusuri (+1369) fou un amir dels yasauris de Transoxiana. Era cunyat de Mahmud Shah Yasauri (Hajji Mahmud Shah Yasauri), cosí de Tamerlà. Se l'esmenta el 1367 com un guerrer errant que fou cridat per Tamerlà i va entrar al seu servei; es va prometre amb una filla de Tamerlà i fou enviat a Bukharà, d'on havia estat nomenat governador el seu cunyat Mahmud Shah Yasauri. Aviat Mahmud i Ali Beg es van posar d'acord i van deixar d'enviar les taxes locals a Samarcanda. No obstant la tensió creada, van rebre a Tamerlà a la ciutat; en la tàctica a emprar van dir que preferien reforçar Bukharà per resistir un atac de les forces d'Amir Husayn, mentre Tamerlà preferia atacar tot i la seva inferioritat. Finalment va deixar la direcció de la ciutat a Mahmud Shah i Ali Beg Yasauri, aconsellant-los que si es trobaven en desigualtat, abandonessin el lloc, i amb 300 homes va sortir de Bukharà i es va dirigir cap a les forces de Husayn i després d'una escaramussa van seguir cap al Khurasan. Amir Husayn va assetjar Bukharà durant uns dies i finalment els habitants li van obrir les portes. Davant la tomba del Shaikh Saif al-Din va jurar que respectaria la vida dels habitants de Bukharà i aquests es van apoderar de diversos bastions. Mahmud Shah i Ali Beg Yasauri van fugir de la ciutat per dedicar-se a fustigar l'enemic i dirigir-se finalment a Makhan. Progressivament es va anar desmarcant de Tamerlà i quan finalment es va oposar als plans d'aquest, el conqueridor el va fer executar (1369)